# Knight Lore
Knight Lore è un videogioco d'avventura dinamica sviluppato e pubblicato dalla casa di produzione inglese Ultimate Play the Game nel 1984 per gli home computer ZX Spectrum, BBC Micro, Amstrad CPC, MSX e per la console Famicom Disk System. Il protagonista è Sabreman, il quale deve raccogliere alcuni oggetti disseminati per un castello entro quaranta giorni per poter creare una pozione per rompere una maledizione che lo trasforma in un lupo mannaro. Ogni stanza del maniero è piena di trappole da evitare, blocchi da scalare e rompicapo da risolvere e ha un colore diverso dalle altre (monocromo su Spectrum, BBC e MSX).
Ideato da Tim e Chris Stamper, il gioco è il terzo capitolo della serie Sabreman. Per realizzarlo, impiegarono per la prima volta l'engine di image masking da loro progettato Filmation, che permetteva alle immagini di apparire una davanti all'altra senza che si sovrapponessero, creando così l'illusione della profondità spaziale, che i computer dell'epoca non riuscivano a generare nativamente.
I fratelli aspettarono un anno prima di pubblicarlo per permettere a Ultimate Play the Game di rendere sicure le vendite di Sabre Wulf (completato dopo, ma uscito come primo titolo della serie), realizzando nel frattempo un altro prodotto con il Filmation (Alien 8) prima che altre software house potessero copiarne le modalità e lo stile. E così, nel 1984, uscì in rapida successione la prima trilogia di Sabreman, inizialmente solo per ZX Spectrum, ma poi portata per varie piattaforme a 8 bit.
Nel 2015 venne inserito nell'antologia retrospettiva per la Xbox One Rare Replay, contenente trenta videogiochi prodotti da Rare..
Knight Lore è considerato un'opera seminale nella storia dei videogiochi britannici ed è stato incluso in numerose classifiche dei migliori giochi per ZX Spectrum. I critici definirono le sue soluzioni tecniche e lo stile 3D isometrico precursori del futuro design videoludico. Elogiarono inoltre i controlli e l'atmosfera misteriosa, anche se trovarono il gameplay abbastanza complesso (e minato da occasionali rallentamenti grafici) e il suono fastidioso. Risultò il videogame più venduto del gennaio 1985 ed è stato nominato gioco dell'anno dai Golden Joystick Awards e dalla rivista Popular Computing Weekly. Lanciò definitivamente la grafica isometrica nell'industria videoludica e influenzò in maniera permanente il modo di concepire i giochi di ruolo per computer. I recensori retrospettivi lo ricordano come un'opera datata e dalle meccaniche frustranti, ma comunque rivoluzionaria per esser stata la prima a offrire un "mondo" esplorativo piuttosto che una superficie piatta.

## Modalità di gioco
Il protagonista del gioco è Sabreman, che è stato morso da Sabre Wulf e che ora a ogni luna piena si trasforma in un licantropo.
 Per rompere questa maledizione, deve raccogliere entro quaranta giorni degli oggetti, con i quali poter preparare la cura, disseminati in un inquietante castello. Un timer sullo schermo mostra la progressione del giorno e della notte, quando Sabreman diventa un lupo mannaro, ritornando in forma umana all'alba. Alcuni dei mostri suoi nemici lo affiancheranno soltanto quando sarà in questa forma. Il gioco finisce se allo scadere del tempo egli non è riuscito a curarsi. Le uniche indicazioni per cercare tali oggetti sono date da una poesia inclusa nella cassetta del gioco.

Il castello del mago Melkior  consta di una serie di 128 stanze, ognuno rappresentata su schermo in un'unica inquadratura, immobile. Sabreman deve muoversi attraverso intricati labirinti isometrici, nei quali si nascondono gli oggetti che cerca e pericoli letali, quali spine e nemici, che lo uccidono quando lo toccano. A ogni inizio partita ha quattro vite; terminate tutte, finisce il gioco. Vi sono, nelle camere, dei blocchi di pietra che servono da piattaforme e permettono al giocatore di saltare da un piano all'altro; alcuni cadono sotto il suo peso, mentre altri si muovono da soli ed altri ancora possono essere spinti da fantasmi. Sabreman riesce a saltarci sopra più velocemente o andare più in alto quando è un licantropo (e questo può essere utile per determinati rompicapo) e spesso dovrà inoltre spostarli per raggiungere oggetti distanti o altre aree del livello. Per completare il gioco, deve portare tutti e quattordici gli ingredienti per la cura nel calderone del mago. Nel finale, riceve punti bonus in base al tempo rimasto e alla percentuale di castello esplorato.

## Sviluppo
Insolitamente Ultimate Play the Game, rappresentata dai co-fondatori Tim e Chris Stamper, si fece molto taciturna riguardo alla lavorazione di Knight Lore, durante le conferenze stampa della rivista Crash. I due fratelli, come già accennato, lo completarono per primo, ma lo pubblicarono soltanto come terzo capitolo della serie Sabreman, conservandolo in azienda per circa un anno per ragioni di mercato: pensavano infatti che i progressi del gioco - protetti da copyright come motore grafico Filmation - avrebbero potuto danneggiare le vendite del loro prossimo Sabre Wulf. Pertanto sfruttarono quel tempo di pausa per realizzare un altro prodotto, Alien 8, per prevenire le entrate che sarebbero potute andare perse qualora altri sviluppatori avessero provato a clonare il loro engine.
(Tim Stamper)
Knight Lore uscì soltanto a novembre del 1984, appena pochi mesi dopo Alien 8 e gli altri due videogiochi della serie Sabreman (Sabre Wulf e Underwurlde), con un grande riscontro di pubblico e critica.
Filmation e le novità grafiche di Knight Lore consistevano nel modo in cui le immagini potevano essere rappresentate senza che si sovrapponessero. L'engine introdusse i «masked sprite», rimpiazzando quindi i «planar sprite»,, che andavano uno sull'altro senza riguardo per l'ordine di profondità. La soluzione di Chris Stamper fu quella di sfruttare l'image masking: una maschera (mask) è una versione di un'immagine che la definisce dallo sfondo con diversi colori. Quando avviene una combinazione con l'immagine composita sullo schermo, i dati della maschera vengono ignorati e un foro a forma dell'immagine desiderata viene aggiunto allo sfondo, che viene quindi riempito con i dettagli dello sprite. Con questo principio vennero progettate le stanze del castello di Melkior, applicando limage masking per ogni elemento di gioco. Il gioco per ZX Spectrum venne realizzato in monocromia per evitare il colour clash (una limitazione di calcolo per la quale il colore di un oggetto interferiva con quello degli altri nelle immediate vicinanze), ma comunque per ogni ambientazione si ha una tonalità diversa.
Il prodotto fu inizialmente un'esclusiva ZX Spectrum. In un comunicato stampa, gli Stamper lo annunciarono come l'inizio di una nuova generazione di videogiochi d'avventura e «l'apice dello sviluppo del software su Spectrum 48K», non diffondendo però, come loro consuetudine, alcun'immagine promozionale né la copertina. Dal 1985 venne distribuito anche per BBC Micro, Amstrad CPC (la cui versione era policromatica), MSX e Famicom Disk System (queste due curate da Jaleco).. Quest'ultima edizione, del 1986, ricordava a malapena l'originale. Ultimate Play the Game chiese a Shahid Ahmad, che aveva sviluppato Chimera (1985), ispirato proprio a Knight Lore, di realizzare una conversione anche per il Commodore 64, ma ogni tentativo andò in fumo. Una versione non ufficiale e amatoriale per C64 è stata poi realizzata nel 2018.
Una conversione per Tatung Einstein era prevista per novembre 1986, ma anche questa non si concretizzò.
Il videogioco apparve in due antologie, nella sua versione per Spectrum: They Sold a Million II, del 1986, e Rare Replay (che raccoglie trenta titoli di Ultimate Play the Game e Rare), del 2015.

## Accoglienza
| Testata                  | Versione | Giudizio |
| ------------------------ | -------- | -------- |
| Amstrad Action           | CPC      | 95%      |
| Crash                    | ZX       | 94%      |
| Computer and Video Games | ZX       | 9/10     |
| Eurogamer                | -        | 8/10     |
| Your Spectrum            | ZX       | 14/15    |
| Amtix                    | CPC      | 91%      |
| Sinclair Computer        | ZX       | 26/30    |

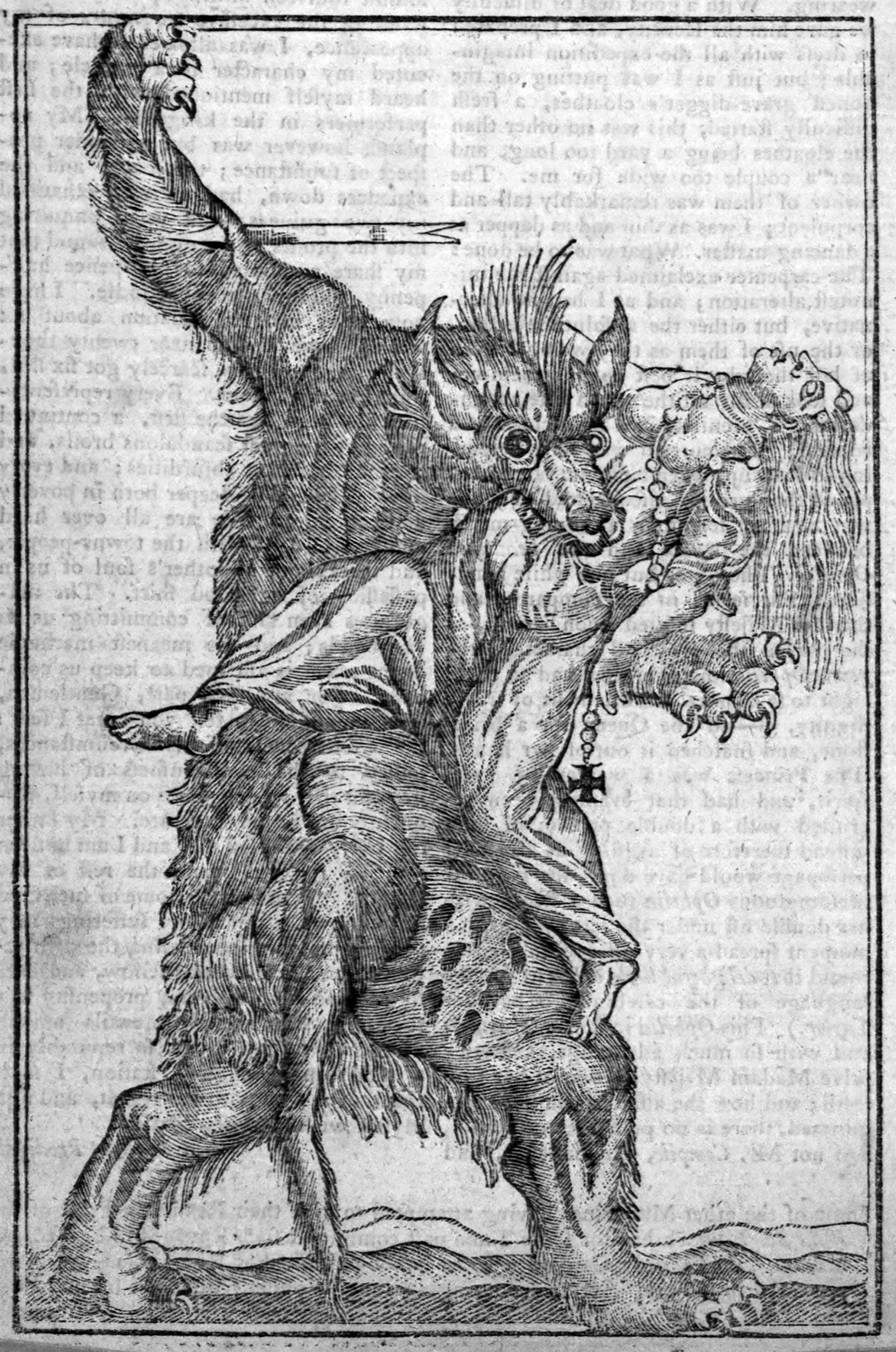
La mutazione in licantropo infastidì i recensori per Computer & Video Games e addirittura, secondo Well Played, un saggio di close reading sui videogiochi, essa traumatizzava i giocatori, che provavano empatia con il sofferente Sabreman.

Knight Lore fu il gioco più venduto del mese di gennaio 1985. Numerosi periodici specializzati in videogiochi per computer lo acclamarono come una pietra miliare, lodando il particolare il suo stile grafico e considerandolo uno spartiacque tra i suoi contemporanei ed i prodotti a venire. Computer & Video Games (o CVG) scrisse infatti di non aver mai visto un'opera di quel calibro e che soddisfaceva tutta l'attesa creatasi dal tacere di Ultimate Play the Game. Peter Sweasey di Home Computing Weekly rimase senza parole e predisse che avrebbe per sempre cambiato il mercato videoludico. Crash lo selezionò come il consiglio "Crash Smash" del suo numero di gennaio 1985 e lo definì il miglior gioco per Spectrum di sempre, aggiungendo che difficilmente sarebbe stato surclassato da un altro.
I lettori di Popular Computing Weekly lo elessero il miglior videogioco arcade del 1984 e fu il vincitore del Game of the Year redatto dalla rivista. All'edizione del 1985 dei Golden Joystick Awards della CVG trionfò come gioco dell'anno assieme agli Stemper e alla casa di sviluppo, che vinsero rispettivamente nelle categorie "migliori programmatori" e "miglior sviluppatore".
L'atmosfera di Knight Lore, descritta da Sinclair User come un «mondo crepuscolare di claustrofobica minaccia», spinse svariati critici a domandarsi sul ruolo dell'avventuriero Sabreman all'interno della storia. Crash apprezzò il mistero immaginativo dell'opera mentre tentava di rispondere sul perché il personaggio si trasformasse in un lupo mannaro, con il quale preferivano giocare, e su che cosa facessero tutti gli oggetti collezionabili sparsi per il castello.
Il design diede l'impressione che il maniero fosse di gran lunga più grande di quanto non fosse nella realtà, e Crash scrisse che il nuovo schema direzionale a otto vie si adattava molto bene allo spazio 3D e lo comparò, per stile, ad Avalon, sebbene quest'ultimo fosse molto più rozzo come grafica. Lo confrontò pure al precedente capitolo di Sabreman Underwurlde, preferendolo a quest'ultimo e anzi descrivendolo come il capolavoro di Ultimate Play the Game.
Sempre Crash notò come la tecnica di image masking avesse risolto i problemi di sfarfallio dello schermo di colour clash, e Sinclair User apprezzò come Sabreman scomparisse dalla vista passando dietro gli elementi ambientali. Punti debole del gioco secondo molti critici era il suono, mentre Your Spectrum e Clash trovarono complesso e difficoltoso pure il gameplay. Alcune stanze finali del castello vennero ritenute frustranti in quanto per venire completate richiedevano una precisione di pixel assoluta ed il tempo era un continuo elemento di disturbo. Venne rilevato un certo rallentamento dei movimenti proporzionale alla quantità di oggetti presenti su schermo.
Amtix lodò l'edizione per Amstrad di Knight Lore, che come detto era multicolore, e la considerò una delle più belle avventure mai rilasciate per la console. Ebbe da ridire soltanto sul rallentamento grafico. Amstrad Action si lamentò dello stesso difetto, ma ciononostante lo incluse tra i tre migliori giochi per Amstrad - un miglioramento della versione dello Spectrum e alla pari con la qualità dei titoli per Commodore 64.

## Influenza

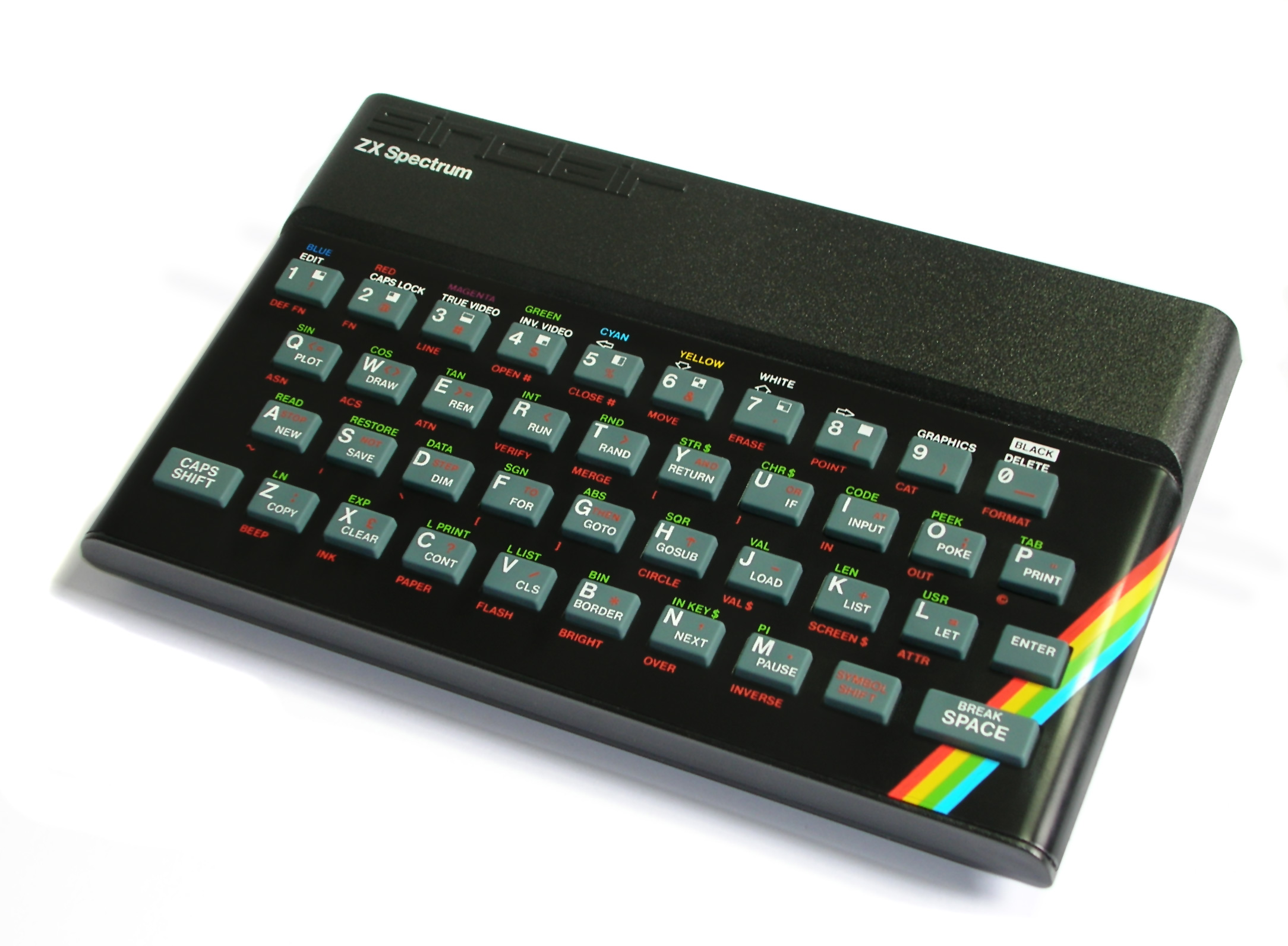
Uno ZX Spectrum 48k.

Come accennato, Knight Lore è riconosciuto come un videogioco rivoluzionario per la Gran Bretagna. Per Kieron Gillen di Rock, Paper, Shotgun, è secondo solo ad Elite (1984) come icona dell'industria videoludica inglese degli anni Ottanta. Retro Gamer riportò le prime impressioni dei giocatori, che definirono la loro esperienza di gioco «indimenticabile», alla pari di quella avuta con Space Harrier (1985), Wolfenstein 3D (1992) e Super Mario 64 (1996). Sempre la stessa rivista affermò che la grafica isometrica era una assolutamente rivoluzionaria per l'epoca  ed ebbe lo stesso impatto dell'introduzione del sonoro nel cinema Anche Edge raccontò di come l'engine Filmation fosse «l'unico grande progresso nella storia dei videogiochi». Chiaramente Knight Lore non fu il primo ad adottare una grafica tridimensionale (Zaxxon e Q*bert del 1982 e Ant Attack del 1983 ne facevano già uso) però fu quello che la rese popolare, anche grazie alle possibilità esplorative che essa offriva e che vennero pienamente sfruttate da Ultimate Play the Game.
Visto il successo clamoroso, vennero prodotti, da altre case di sviluppo, svariati cloni dell'opera. Quando Edge Games, per esempio, stava lottando per approssimare internamente lo stile isometrico, lo sviluppatore in visita Bo Jangeborg ideò una propria soluzione, realizzando un nuovo engine chiamato Worldmaker con il quale creò Fairlight (1985), a sua volta considerato un classico per ZX Spectrum. Shahid Ahmad disse che lo «shock» e l'«ammirazione» che provò giocando a Knight Lore gli cambiarono la vita e lo convinsero ad ideare un personale engine sul calco del Filmation, Firebird, che impiegò per Chimera (1985), distribuito per Amstrad CPC, Atari 8-bit, Commodore 64 e ZX Spectrum in edizioni (curate dallo stesso autore) differenti e personalizzate a seconda delle console per limitare i rallentamenti del software. Dal 1986 ci fu un'esplosione di videogames isometrici: tra i tanti, si ricordino Sweevo's World, Movie, Quazatron, Get Dexter, Glider Rider, Molecule Man, Spindizzy e Bobby Bearing. Molti di questi ebbero gli stessi problemi di rallentamento che in Knight Lore vennero però ottimizzati.
Gli altri quattro prodotti di Ultimate Play the Game in Filmation furono: il fantascientifico Alien 8 (1985), il quale, sebbene come detto realizzato per prevenire il flop di Knight Lore, presentava un ambiente esplorativo molto più ampio di quest'ultimo e rompicapo maggiormente complessi; Nightshade (1985), sviluppato con Filmation II, che proponeva una grafica policroma e una visione a scorrimento (al posto dell'inquadratura fissa di tutta l'area di gioco ma che venne da Retro Gamer criticato per il rozzo gameplay; Gunfright (1986), citato come l'ultimo videogioco degli Stamper, che ricevette un'accoglienza più positiva del precedente; e Pentagram (1986), che ritornò invece alle meccaniche di Knight Lore, con l'aggiunta di elementi tipici degli sparatutto, e che, a causa degli scarsi risultati di vendita, fu l'ultimo capitolo della saga di Sabreman. A fronte però di questa progressiva delusione economica, l'interesse per i giochi isometrici non calò mai. In tutto questo, i fratelli Stamper, abbandonata la loro carriera di sviluppatori, cercarono di entrare a far parte del fiorente settore delle console. Vendettero così il nome della loro casa di produzione alla U.S. Gold a metà degli anni Ottanta e fondarono Rare per costruire le console della Nintendo.
Il trend dei prodotti in visione isometrica continuò per svariati anni. Oltre i già citati Fairlight, Sweevo's World e Get Dexter infatti, per mano dell'autore Jon Ritman vennero anche prodotti Batman (1986), Head over Heels (1987), The Last Ninja (1987), La Abadía del Crimen (1987), Cadaver (1990) e, per console, Solstice (1990) e Landstalker (1992), che ebbero tutti delle meccaniche di gioco molto simili a quelle di Knight Lore, pur comunque introducendo svariate nuove idee. Sandy White, sviluppatore di Ant Attack, si disse impressionato dal suo «bilanciamento» tra gameplay ed il design grintoso, mentre l'ideatore di The Great Escape lo vide più «come un titolo rivale che come un'ispirazione», ammettendo comunque che esso lo spinse a lavorare per ben nove mesi alla produzione di Where Time Stood Still. Retro Gamer scrisse che l'influenza dell'opera di Ultimate Play the Game si poteva rintracciare anche negli altri videogiochi usciti nei trent'anni successivi, come Populous (1989), Syndicate (1993), UFO: Enemy Unknown (1994) e Civilization II (1996) o ancora GdR per computer  quali Diablo (1996), Fallout (1997), Baldur's Gate (1998) e Planescape: Torment (1999). Sebbene Matt Cundy di GamesRadar riportò che nel 2009 la prospettiva isometrica non era più così prominente come una volta, nel 2014 Chris Scullion di Vice notò quanto Diablo III (2012) e The Sims 4 (2014) si fossero ispirati a Knight Lore.
Knight Lore venne incluso in numerose classifiche dei migliori giochi per ZX Spectrum  e perfino in altre dei migliori titoli in assoluto. Ne vennero realizzati due fangame: un sequel del 1999 e un remake in 3D del 2010, la cui lavorazione richiese quattro anni di tempo.
Secondo Gillen di Rock, Paper, Shotgun, il prodotto fu il primo tra i giochi isometrici ad offrire al giocatore un vero e proprio "mondo" con profondità fisica da poter esploratore, a differenza degli altri nei quali tale possibilità era asservita alle semplici meccaniche tipiche degli arcade. Anche Jeremy Signor di USgamer fu della stessa opinione, aggiungendo che la visualizzazione dell'ambiente per successione di singole stanze ("flip-screen") anticipò di diversi anni quella di The Legend of Zelda. Gillen disse poi che il suo stile punitivo (gameplay impietoso, difficoltà elevata e controlli scomodi) era diventato obsoleto negli ultimi trent'anni dalla sua uscita e concluse definendo l'opera «estremamente innovativa, incredibilmente atmosferica e totalmente ingiocabile», suggerendo che il simile  Head over Heels  (1987) fosse invecchiato molto meglio. Peter Parrish di Eurogamer fu dello stesso pensiero: prodotto ben fatto, ma frustrante. Dan Whitehead della stessa testata giornalistica accolse più positivamente la versione presente su Rare Replay, che ricreava in tutto e per tutto quella per lo ZX Spectrum, anche i suoi rallentamenti.